# Ekenässjön
Ekenässjön is een plaats in de gemeente Vetlanda in het landschap Småland en de provincie Jönköpings län in Zweden. De plaats heeft 1551 inwoners (2005) en een oppervlakte van 201 hectare.

## Verkeer en vervoer
Bij de plaats lopen de Riksväg 31, Riksväg 32 en Riksväg 47.
De plaats heeft een station.